# Time Sharing Option
Time Sharing Option (буквально с англ. Опция разделения времени), сокр. TSO — интерактивное окружение разделения времени, используемое в операционных системах для мэйнфреймов, разработанных IBM, включая OS/360 MVT, OS/VS2 (SVS), MVS, OS/390 и z/OS. TSO позволяет пользователям мэйнфрейма конкурентно получать доступ к операционной системе для выполнения своих программ.
TSO напрямую обычно используют программисты и системные администраторы мейнфрейма, позволяя им:
- запускать задания в пакетном режиме;
- писать, компилировать и отлаживать программы;
- просматривать и редактировать наборы данных (англ. Data sets);
- заниматься поддержкой приложений для конечных пользователей.

Пользователь может взаимодействовать с TSO в двух режимах: с помощью командной строки, либо с помощью ISPF-интерфейса. К командной строке пользователь может обращаться в классическом варианте, либо в Unix-варианте, используя USS (англ. UNIX System Services).
TSO команды представляют собой инструкции языка REXX, либо CLIST, которые могут вводиться в интерактивном или пакетном режимах.

## История
Первая реализация TSO была представлена IBM в 1971 году. Тогда TSO рассматривалась только как дополнительная возможность для OS/360 MVT, так как программы для мэйнфрейма в основном запускались в пакетном режиме. С появлением MVS в 1974 году TSO становится стандартной частью операционной системы мейнфрейма и выносится на верхний уровень.
С увеличением объемов памяти на мейнфреймах были изменены форматы программ и TSO была расширена до TSO/E (англ. Time Sharing Option/Extensions). С выходом операционной системы z/OS на мейнфреймы обычно устанавливают и TSO, и TSO/E для поддержки старых программ.